# Austrian Open 1986
L'Austrian Open 1986 è stato un torneo di tennis giocato sulla terra rossa. È stata la 41ª edizione del torneo, che fa parte del Nabisco Grand Prix 1986. Si è giocato a Kitzbühel in Austria dal 4 al 10 agosto 1986.

## Campioni

### Singolare maschile
Miloslav Mečíř ha battuto in finale  Andrés Gómez con il punteggio di 6–4, 4–6, 6–1, 2–6, 6–3

### Doppio maschile
Heinz Günthardt /  Tomáš Šmíd hanno battuto in finale  Hans Gildemeister /  Andrés Gómez con il punteggio di 4–6, 6–3, 7–6